# Nico Joannidis
Nico Joannidis (* 7. September 1989) ist ein deutscher Supermoto-Rennfahrer.
Joannidis konnte bereits mehrere Erfolge auf nationaler Ebene erringen.
Nico Joannidis fährt 2009 in der Klasse S2 der Internationalen Deutschen Supermoto Meisterschaft, auf einer Husaberg FE 570 für das Supermoto-Style-Factory-Team.

## Karriere
- 2005: Teilnahme MZ-Youngster-Cup (MZ-Motorräder mit 125 cm³)[1]
- 2006: 4. Platz ADAC Junior Cup (250 cm³)[2]
- 2007: Deutscher Meister ADAC Junior Cup (250 cm³)[3]
- 2008:
  - Deutscher Meister C2 Pokal (> 475 cm³)[4]
  - Vizemeister C1 Pokal (bis 450 cm³) mit 7 Punkten Rückstand[5]
  - 6. Platz mit dem Team Deutschland beim Supermoto der Nationen in Pleven, Bulgarien[6]
  - 3. Platz Rennen in Sierre, Schweizer Meisterschaft, auf einem erstmals eingesetzten BMW G450X Supermoto Prototyp